# Videkremla
Videkremla (Russula saliceticola) är en svampart som tillhör divisionen basidiesvampar, och som först beskrevs av Rolf Singer, och fick sitt nu gällande namn av Knudsen och T. Borgen. Videkremla ingår i släktet kremlor, och familjen kremlor och riskor. Arten är reproducerande i Sverige.